# Anne Briand
Anne Briand-Bouthiaux (ur. 2 czerwca 1968 w Miluzie) – francuska biathlonistka, trzykrotna medalistka olimpijska, wielokrotna medalistka mistrzostw świata, a także zdobywczyni Pucharu Świata.

## Kariera
W Pucharze Świata zadebiutowała 13 grudnia 1990 roku w Les Saisies, zajmując 33. miejsce w biegu indywidualnym. Pierwsze punkty (w sezonach 1984/1985-1999/2000 punktowało 25. najlepszych zawodniczek) wywalczyła 9 marca 1991 roku w Oslo, gdzie w sprincie zajęła 22. miejsce. Pierwszy raz na podium zawodów pucharowych stanęła 23 stycznia 1992 roku w Anterselvie, kończąc rywalizację w biegu indywidualnym na drugiej pozycji. W zawodach tych rozdzieliła Nadeżdę Aleksiewą z Bułgarii i Rosjankę Jelenę Gołowiną. W kolejnych startach jeszcze 15 razy stawała na podium, odnosząc przy tym sześć zwycięstw: 17 grudnia 1992 roku i 16 grudnia 1993 roku w Pokljuce, 20 stycznia 1994 roku w Anterselvie i 8 grudnia 1994 roku w Bad Gastein triumfowała w biegach indywidualnych, a 21 stycznia 1995 roku w Oberhofie i 18 lutego 1995 roku w Anterselvie zwyciężała w sprintach. Najlepsze wyniki osiągnęła w sezonie 1994/1995, kiedy zwyciężyła w klasyfikacji generalnej i klasyfikacji sprintu, a w klasyfikacji biegu indywidualnego była trzecia. Została pierwszą w historii francuską biathlonistką, która zdobyła Puchar Świata. Była też trzecia w sezonach 1992/1993 (za Rosjanką Anfisą Riezcową i Myriam Bédard z Kanady) i 1993/1994 (za Swietłaną Paramyginą z Białorusi i Włoszką Nathalie Santer).
Pierwszy medal wywalczyła na igrzyskach olimpijskich w Albertville w 1992 roku, gdzie wspólnie z Corinne Niogret i Véronique Claudel zwyciężyła w sztafecie. Był to debiut tej konkurencji w programie olimpijskim, Francuzki zostały więc pierwszymi w historii mistrzyniami olimpijskimi w sztafecie. Briand zajęła tam też siódme miejsce w sprincie i 19. miejsce w biegu indywidualnym. Na rozgrywanych dwa lata później igrzyskach w Lillehammer wywalczyła srebrny medal w biegu indywidualnym, plasując się między Myriam Bédard a przed Niemką Uschi Disl. Tydzień później, wspólnie z Niogret, Claudel i Delphyne Burlet zajęła trzecie miejsce w sztafecie. Brała też udział w igrzyskach olimpijskich w Nagano w 1998 roku, gdzie zajęła 20. miejsce w biegu indywidualnym i 54. miejsce w sprincie.
W 1993 roku wystąpiła na mistrzostwach świata w Borowcu, gdzie zdobyła złoty medal w biegu drużynowym oraz srebrny w sztafecie. Była tam także czwarta w sprincie, przegrywając walkę o podium z Rosjanką Jeleną Biełową. Kolejne trzy medale zdobyła podczas mistrzostw świata w Anterselvie w 1995 roku. Najpierw zdobyła brązowy medal w biegu drużynowym. Następnie zwyciężyła w sprincie, zostając pierwszą w historii Francuzką, która tego dokonała. W zawodach tych wyprzedziła Uschi Disl i Corinne Niogret. Ponadto razem z koleżankami zajęła drugie miejsce w sztafecie. Ostatnie medale w karierze zdobyła na mistrzostwach świata w Ruhpolding w 1996 roku, gdzie była druga w sztafecie i trzecia w biegu drużynowym. W międzyczasie wywalczyła złoty medal w sztafecie i brązowy w sprincie na mistrzostwach Europy w Grand-Bornand w 1995 roku.
W 1999 roku zakończyła karierę.
W 1992 roku jej mężem został biathlonista, Stéphane Bouthiaux. Mają dwójkę dzieci, mieszkają w Les Hôpitaux-Neufs.

## Osiągnięcia

### Igrzyska olimpijskie
| Rok  | Miejscowość | Konkurencje | Konkurencje | Konkurencje | Konkurencje | Konkurencje | Konkurencje | Konkurencje |
| Rok  | Miejscowość | IN          | SP          | PU          | MS          | RL          | MR          | SR          |
| ---- | ----------- | ----------- | ----------- | ----------- | ----------- | ----------- | ----------- | ----------- |
| 1992 | Albertville | 19.         | 7.          | nd.         | nd.         | 1.          | nd.         | –           |
| 1994 | Lillehammer | 2.          | 30.         | nd.         | nd.         | 3.          | nd.         | –           |
| 1998 | Nagano      | 20.         | 54.         | nd.         | nd.         | –           | nd.         | –           |

### Mistrzostwa świata
| Rok  | Miejscowość | Konkurencje | Konkurencje | Konkurencje | Konkurencje | Konkurencje | Konkurencje | Konkurencje |
| Rok  | Miejscowość | IN          | SP          | PU          | MS          | RL          | MR          | SR          |
| ---- | ----------- | ----------- | ----------- | ----------- | ----------- | ----------- | ----------- | ----------- |
| 1991 | Lahti       | 35.         | 31.         | nd.         | nd.         | –           | nd.         | –           |
| 1992 | Nowosybirsk | nd.         | nd.         | nd.         | nd.         | nd.         | nd.         | –           |
| 1993 | Borowec     | 34.         | 4.          | nd.         | nd.         | 2.          | nd.         | –           |
| 1995 | Anterselva  | 6.          | 1.          | nd.         | nd.         | 2.          | nd.         | –           |
| 1996 | Ruhpolding  | 9.          | 18.         | nd.         | nd.         | 2.          | nd.         | –           |
| 1997 | Osrblie     | 7.          | 23.         | 12.         | nd.         | 4.          | nd.         | –           |
| 1998 | Pokljuka    | nd.         | nd.         | –           | nd.         | nd.         | nd.         | –           |
| 1999 | Kontiolahti | 23.         | 18.         | 27.         | 22.         | –           | nd.         | –           |

### Puchar Świata

#### Miejsca w klasyfikacji końcowej
| Sezon     | Miejsce |
| --------- | ------- |
| 1990/1991 | 51.     |
| 1991/1992 | 2.      |
| 1992/1993 | 3.      |
| 1993/1994 | 3.      |
| 1994/1995 | 1.      |
| 1995/1996 | 8.      |
| 1996/1997 | 20.     |
| 1997/1998 | 26.     |
| 1998/1999 | 33.     |

#### Miejsca na podium chronologicznie
| Lp. | Dzień       | Rok  | Miejscowość | Konkurencja                | Lokata | Pudła   | Czas biegu | Strata | Zwycięzca              |
| --- | ----------- | ---- | ----------- | -------------------------- | ------ | ------- | ---------- | ------ | ---------------------- |
| 1.  | 23 stycznia | 1992 | Anterselva  | Bieg indywidualny na 15 km | 2.     | 0+3+1+0 | 51:31,9    | +28,7  | Nadeżda Aleksiewa      |
| 2.  | 6 marca     | 1992 | Oslo        | Bieg indywidualny na 15 km | 2.     | 1+2+1+1 | 1:06:56,4  | +32,8  | Anfisa Riezcowa        |
| 3.  | 10 marca    | 1992 | Fagernes    | Sprint na 7,5 km           | 2.     | 1+1     | 26:02,0    | +12,0  | Hildegunn Mikkelsplass |
| 4.  | 10 marca    | 1992 | Fagernes    | Bieg indywidualny na 15 km | 2.     | 0+4+0+4 | 1:00:24,0  | +34,0  | Jiřina Pelcová         |
| 5.  | 17 grudnia  | 1992 | Pokljuka    | Bieg indywidualny na 15 km | 1.     | 0+0+0+0 | 52:36,0    | –      | –                      |
| 6.  | 19 grudnia  | 1992 | Pokljuka    | Sprint na 7,5 km           | 3.     | 0+1     | 29:00,3    | +30,8  | Petra Behle            |
| 7.  | 16 stycznia | 1993 | Val Ridanna | Sprint na 7,5 km           | 3.     | 0+1     | 23:53,7    | +45,6  | Anfisa Riezcowa        |
| 8.  | 16 grudnia  | 1993 | Pokljuka    | Bieg indywidualny na 15 km | 1.     | 1+0+1+0 | 56:27,4    | –      | –                      |
| 9.  | 20 stycznia | 1994 | Anterselva  | Bieg indywidualny na 15 km | 1.     | 0+2+0+0 | 46:53,5    | –      | –                      |
| 10. | 18 lutego   | 1994 | Lillehammer | Bieg indywidualny na 15 km | 2.     | 1+1+0+1 | 52:06,6    | +46,7  | Myriam Bédard          |
| 11. | 10 marca    | 1994 | Hinton      | Bieg indywidualny na 15 km | 3.     | 1+1+0+1 | 51:15,2    | +46,5  | Swietłana Paramygina   |
| 12. | 8 grudnia   | 1994 | Bad Gastein | Bieg indywidualny na 15 km | 1.     | 0+1+1+0 | 53:21,3    | –      | –                      |
| 13. | 14 grudnia  | 1994 | Bad Gastein | Bieg indywidualny na 15 km | 2.     | 1+0+0+1 | 1:04:35,9  | +10,4  | Petra Behle            |
| 14. | 21 stycznia | 1995 | Oberhof     | Sprint na 7,5 km           | 1.     | 0+0     | 23:39,6    | –      | –                      |
| 15. | 18 lutego   | 1995 | Anterselva  | Sprint na 7,5 km           | 1.     | 1+0     | 24:00,6    | –      | –                      |
| 16. | 18 marca    | 1995 | Lillehammer | Sprint na 7,5 km           | 2.     | 0+1     | 25:14,8    | +19,8  | Galina Kuklewa         |